# Ruine Humberg
Die Ruine Humberg ist die Ruine einer Höhenburg aus dem 10. Jahrhundert im Ort Hermiswil in der Schweizer Gemeinde Seeberg im Kanton Bern.

## Lage und Beschreibung
Der Ruine Humberg liegt am Rande eines Plateau bei Hermiswil. Sie besteht aus einem Haupt- und einem Vorwerk. Auf drei Seiten war die Burg von mehreren Erdwällen und Gräben geschützt. Die Wohnhäuser standen auf zwei Ebenen mit je etwa 100 m² Grundfläche und hatten je eine Wasserstelle. Es ist davon auszugehen, dass die gesamte Anlage von einer Holzpalisade umgeben war und dass sich auf der westlichen Seite eine Holzburg befunden hat.

## Geschichte
Die Burg entstand zwischen dem 10. und 13. Jahrhundert. Sie wurde nie urkundlich erwähnt und es gibt keine Anhaltspunkte über Besitzer, Zeitpunkt des Baus und Auflassung. Sie ist somit undatierbar.